# AAポルトゥゲーザ (リオデジャネイロ州)
AAポルトゥゲーザ (ポルトガル語: Associação Atlética Portuguesa) 、通称ポルトゥゲーザ・ダ・イーリャ (Portuguesa da Ilha) は、ブラジル・リオデジャネイロ州リオデジャネイロを本拠地とするサッカークラブである。ブラジルには同名のクラブが複数存在するため、ポルトゥゲーザ・ダ・イーリャと呼ばれている。またリオデジャネイロ州の略称を表す「RJ」を付けて、ポルトゥゲーザ-RJ (Portuguesa-RJ) と表記されることもある。

## 歴史
1924年11月13日、サンパウロ州サントスにツアーとしてやってきたコンスタンパイヴァとジョアキン・マルティンスレアルが、地元のビジネスマン達と親善試合を行った（スコアは1-1）。メンバーにはサントスを本拠地とするクラブ、AAポルトゥゲーザの支持者もいた。リオデジャネイロに戻った彼らは、1924年12月17日にサッカークラブを設立した。クラブ名は親善試合を通して知り得たAAポルトゥゲーザと同名のものとした。
1969年、スペインのレアル・マドリードに2-1で勝ったこともある。

## タイトル
- カンピオナート・カリオカ・セリエB : 3回
  - 1996, 2000, 2003
- コパ・リオ（ポルトガル語版） : 1回
  - 2000

## 歴代監督
- パウロ・アウトゥオリ 1975-1979

## 歴代所属選手
- ガリンシャ 1967
- ババ 1969